# Kaplica św. Weroniki i dom filialny ss. Felicjanek w Bełzie
Kaplica św. Weroniki i dom filialny ss. Felicjanek w Bełzie – rzymskokatolicka placówka o charakterze zakonnym i oświatowym, prowadzona przez ss. Felicjanki, funkcjonująca w Bełzie w latach 1867–1951.

## Historia
Felicjanki do Bełza zostały sprowadzone w r. 1867, w związku z podzieleniem przez radę miejską szkoły na placówkę męska i żeńską. Zakonnice zostały przewidziane jako prowadzące szkołę dla dziewcząt, a siedziba w Bełzie była drugą, po domu we Lwowie, siedzibą zakonnic w prowincji.
Budowę budynku szkoły wraz z domem zakonnym mieszczącym kaplicę rozpoczęto w r. 1877, na terenie podarowanym zakonnicom, a ukończono w r. 1879. Stary budynek szkoły zaadaptowano na dom zakonny i dobudowano do niego kaplicę. W 1909 roku siostry przejęły pod swoją opiekę także nowo wybudowana Ochronkę dla Dzieci pw. Bł. Jakuba Strepy w Bełzie, która funkcjonowała do r. 1935.
Nowy budynek sześcioklasowej szkoły zbudowano w latach 1911–1914.
Podczas II wojny światowej Bełz pozostawał pod okupacją niemiecką, a w kwietniu 1945 w związku z atakami UPA felicjanki zmuszone były do wyjazdu do głównego domu prowincjalnego we Lwowie, a do Bełza powróciły dopiero po kilku miesiącach. W latach 1945–1951 siostry otworzyły w Bełzie gimnazjum krawieckie, które było jedyną w tym czasie szkołą o profilu zawodowym na tym obszarze. Po zmianie granic w 1951 roku felicjanki wyjechały na teren obecnej Polski, a władze sowieckiej Ukrainy użytkowały dawną szkołę jako szpital, a kaplicę jako skład. Obie części przebudowano, dodając m.in. wtórnie nadbudowane piętro nad częścią klasztorną, kaplicę przedzielono na dwie kondygnacje.

## Architektura
Zabudowania felicjanek składały się z trzech części, ustawionych w stosunku do siebie w jednej linii: z dwupiętrowego budynku szkoły, z przylegającego do niego od północy kaplicy, do której od drugiej strony dostawiony był piętrowy budynek klasztoru. Elewacje szkoły i klasztoru nie miały podziałów architektonicznych. Elewacja kaplicy ujęta była podziałem ramowym, zwieńczona szczytem o wklęsłych bokach i trójkątnym przyczółkiem. W ścianie kaplicy znajdowały się dwa, duże prostokątne zamknięte półkoliście okna, nad którymi znajdował się owalny otwór okienny. Na dachu kaplicy umieszczona była strzelista wieżyczka na sygnaturkę. Pierwotnie w kaplicy znajdował się neobarokowy, drewniany ołtarz z wizerunkiem Matki Boskiej z Dzieciątkiem w głównym polu. Został zniszczony po zamknięciu kaplicy przez władze sowieckie. Obecnie kompleks byłych zabudowań felicjanek pozostaje opuszczony, w ruinie.

## Zdjęcia

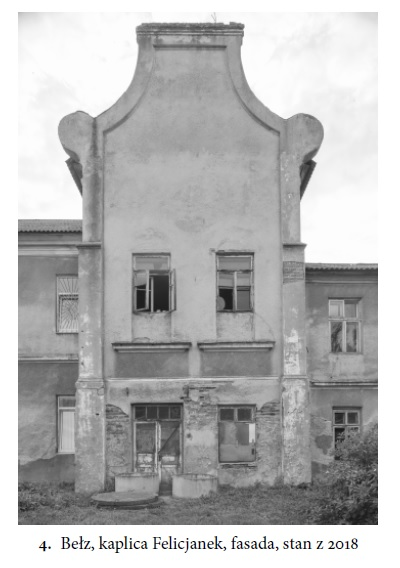
Fasada (przed 1939r.)
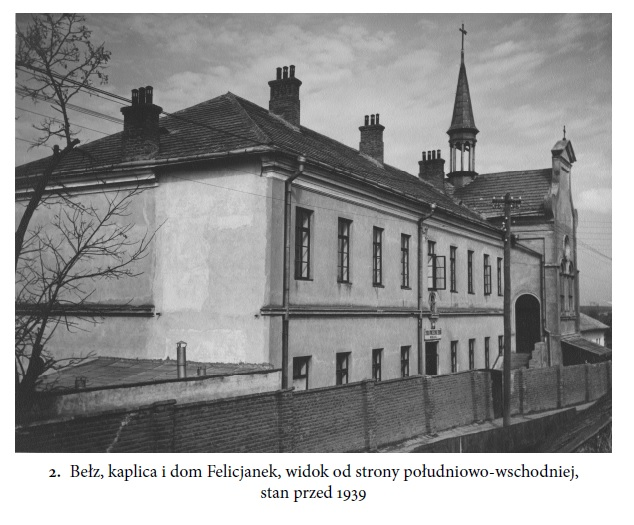
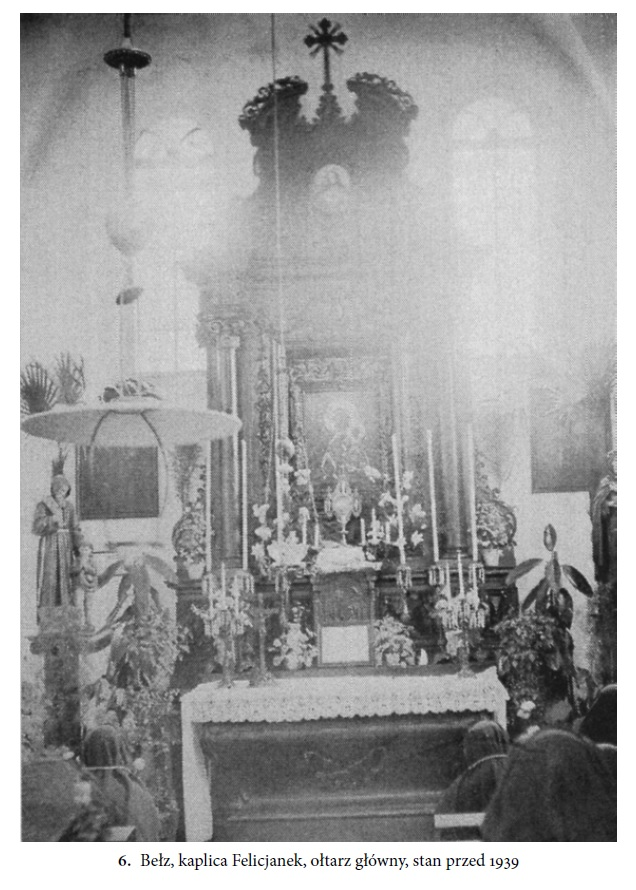